# بوتنگ
بوتنگ روستایی از توابع بخش مرکزی شهرستان عسلویه در استان بوشهر واقع در جنوب ایران.
این روستا در دهستان عسلویه قرار دارد.
طبق سرشماری ۱۳۹۵ جمعیت آن زیر سه خانوار می‌باشد.